# Hippoglossoides platessoides
La passera atlantica (Hippoglossoides platessoides) conosciuta anche come passera canadese (Regolamento (CEE) N. 2622/79 e regolamento (CE) N. 1581/2004 e regolamento (CE) N. 217/2009 e regolamento (CE) N. 218/2009 e regolamento di esecuzione (UE) N. 433/2012 e decisione di esecuzione (UE) 2016/1251) o Halibut nano, è un pesce di mare della famiglia Pleuronectidae.

## Distribuzione e habitat
Questa specie ha una distribuzione molto settentrionale, quasi artica, si ritrova infatti dal Canada settentrionale, alle coste della Groenlandia, all'Islanda, al mar Bianco ed a sud fino alle isole Britanniche settentrionali.

Vive su fondi di sabbia grossolana o ghiaia, a profondità tra 50 e 400 metri (di solito tra 90 e 250). Nella parte nord del suo areale può trovarsi in acque basse, talvolta in quelle salmastre degli estuari.

## Descrizione
Ha un aspetto a metà tra l'halibut vero e proprio e la platessa. Ha il corpo più appiattito dell'halibut, con occhi più ravvicinati. Ha la bocca più grande della platessa ma non grande come i veri halibut. La pinna caudale ha una caratteristica forma cuspidata.

Il colore è bruno rossastro con macchie scure sul lato oculare e bianco su quello cieco.

Misura fino a 50 cm.

## Alimentazione
Si nutre di pesci ed invertebrati bentonici.

## Pesca
Importante specie commerciale, le sue carni non sono particolarmente pregiate.